# Пинконинг (Мичиген)
Пинконинг (енгл. Pinconning) град је у америчкој савезној држави Мичиген. По попису становништва из 2010. у њему је живело 1.307 становника.

## Демографија
Према попису становништва из 2010. у граду је живело 1.307 становника, што је 79 (5,7%) становника мање него 2000. године.
| Група             | 2000.         | 2010.         |
| Белци             | 1.312 (94,7%) | 1.225 (93,7%) |
| Афроамериканци    | 1 (0,1%)      | 9 (0,7%)      |
| Азијати           | 1 (0,1%)      | 4 (0,3%)      |
| Хиспаноамериканци | 45 (3,2%)     | 47 (3,6%)     |
| Укупно            | 1.386         | 1.307         |